# He's Out There
He's Out There é um filme de suspense de terror estadunidense de 2018 dirigido por Quinn Lasher e escrito por Mike Scannell. O filme é estrelado por Yvonne Strahovski, Anna Pniowsky, Abigail Pniowsky, Ryan McDonald e Justin Bruening. Foi lançado em 14 de setembro de 2018, pela Vertical Entertainment.

## Sinopse
De férias em uma casa remota do lago, uma mãe e suas duas filhas pequenas devem lutar pela sobrevivência depois de cair em um pesadelo assustador e bizarro concebido por um psicopata.

## Elenco
- Yvonne Strahovski[1] como Laura
- Anna Pniowsky[2] como Kayla
- Abigail Pniowsky[2] como Maddie
- Justin Bruening[2] como Shawn
- Julian Bailey[2] como Owen
- Ryan McDonald[2] como John, o homem mascarado
- Stephanie Costa como balconista

## Produção
Em 11 de março de 2016, a Screen Gems contratou Dennis Iliadis para dirigir o suspense de terror He's Out There, a partir de um roteiro de Mike Scannell, que seria produzido por Bryan Bertino e Adrienne Biddle da Unbroken Pictures. Em 22 de junho de 2016, Yvonne Strahovski foi escalada para o filme para interpretar uma mãe de duas filhas que tem que lutar pela sua própria vida e pela vida de suas filhas.
As principais filmagens do filme começaram em 29 de julho de 2016, na região Laurentides de Montreal, Québec, Canadá.

## Lançamento
Screen Gems inicialmente tinha os direitos de distribuição do filme, mas desistiu do filme e foi posteriormente adquirida pela Vertical Entertainment. Foi lançado em 14 de setembro de 2018.